# Reinhold Joest
Reinhold Joest, född 1937, är en tysk före detta racerförare, numera stallägare. Hans stall Joest Racing har de senaste 25 åren vunnit Le Mans 24-timmars femton gånger.

## Racingkarriär
Joests förarkarriär startade i en lokal backtävling i Odenwald 1962 och han hade fem år senare hunnit bli tysk mästare i backe två gånger. Han tog en klasseger vid Nürburgring 1000 km 1966. Han tog två totalsegrar på Ringen, 1970 och 1980, och vann fem klassegrar.   
Joests körde Le Mans 24-timmars första gången 1968, i en Ford GT40, tillsammans med Helmut Kelleners. Hans första anmärkningsvärda resultat kom 1972, sedan femlitersbilar som Porsche 917 förbjudits. Joest lånade en äldre treliters Porsche 908 från Jo Siffert-museet och tillsammans med sina medförare lyckades han komma trea i en bil från 1969. Trots att Joest körde för Porsches fabriksstall vid flera tillfällen, lyckades han aldrig vinna. Närmast kom han 1980, då han kom tvåa tillsammans med Jacky Ickx i en privatbyggd Porsche 936, officiellt kallad ”Porsche 908/80” eftersom Porsche inte sålde 936:an till privatstall.
1978 blev Joest Interserie-mästare. 1980 vann han Daytona 24-timmars med en Porsche 935 och Nürburgring 1000 km med Porsche 908/3 Turbo (bägge loppen tillsammans med Rolf Stommelen). 1981 körde Joest Deutsche Rennsport Meisterschaft, där han vann flera lopp med en Porsche 935 "Moby Dick". Han avslutade karriären efter att ha vunnit Kyalami 9-timmars tillsammans med Jochen Mass i slutet av året.
Sedan 1978 driver Joest sitt eget stall Joest Racing.